# Fabian Giesder
Fabian Giesder (* 17. Juli 1983 in Meiningen) ist ein deutscher Politiker (SPD) und Bürgermeister der Stadt Meiningen in Thüringen.

## Leben
Giesder besuchte bis 2002 das Henfling-Gymnasium Meiningen und anschließend die Freie Universität Berlin, welche er im Jahr 2006 verließ.

## Karriere
Giesder bekleidete seit 2005 das Amt des Vorsitzenden der SPD Meiningen, ab 2009 nahm er außerdem den Fraktionsvorsitz der SPD im Meininger Stadtrat wahr. Von 2006 bis 2012 war er Büroleiter im Wahlkreisbüro des Meininger SPD-Vertreters im Thüringer Landtag. Des Weiteren ist Giesder Mitglied des Kreistags Schmalkalden-Meiningen.
Bei den Kommunalwahlen in Thüringen 2012 kandidierte Giesder als Bürgermeisterkandidat in Meiningen für die SPD. Mit 53,4 Prozent der abgegebenen gültigen Stimmen wurde er in der Stichwahl zum Bürgermeister der Stadt Meiningen gewählt. Im Zuge der Kommunalwahl 2018 setzte er sich im ersten Wahlgang mit 79,48 Prozent der abgegebenen gültigen Stimmen gegen die Mitbewerber Thomas Fickel (CDU) und Enrico Schaarschmidt (FDP) durch und wurde somit in seinem Amt bestätigt. Bei der Bürgermeisterwahl am 26. Mai 2024 wurde Fabian Giesder mit 85,2 % der abgegebenen gültigen Stimmen für die nächsten sechs Jahre wiedergewählt.